# James Clarence Mangan
Pour les articles homonymes, voir Mangan.
James Clarence Mangan, né James Mangan (en irlandais Séamus Ó Mangáin, né à Dublin le 1er mai 1803, mort dans la même ville le 20 juin 1849) est un poète irlandais.

## Biographie
Mangan aimait à utiliser pour pseudonyme l'expression « the man in the cloak » (« l'homme au manteau »).

## Œuvres
- Poems, édition et introduction par David Wheatley, 2003.
- Autobiography, éditée posthumément d'après le manuscrit par James Kilroy, Dublin, Dolmen Press, 1968.

## Postérité
Tombé dans l'oubli, James Clarence Mangan est progressivement redécouvert au tournant des XXe et XXIe siècles comme un écrivain irlandais important du XIXe siècle qui a notamment exercé une influence cruciale sur William Butler Yeats and James Joyce.